# Ruit van Bonjol
De Ruit van Bonjol gedenkt de verovering van de vesting Bonjol na de langdurige Paderi-oorlogen tegen Tuanku Imam Bonjol en zijn volgelingen.

## Geschiedenis
De Nederlandse Generaal-majoor der Genie Frans David Cochius veroverde op 16 augustus 1837 de sterke Sumatraanse vesting Bonjol. Daarmee kwam een einde aan de opstand van de padri's of Paderi, islamitisch-fundamentalistische opstandelingen, die al sinds 1831 in de bergen van West-Sumatra woedde. De zogeheten padri's doodden de Minangkabause vorsten en vormden een verzetsbeweging, die de ongelovigen, daarmee waren de meestal christelijke Nederlanders bedoeld, uit Sumatra wilden verjagen en op dat eiland een onafhankelijk en streng-islamitisch regime wilden installeren. Zij gebruikten guerrilla-tactieken om het gehate Nederlandse koloniale bestuur te verjagen.
In het bergachtige en zeer onoverzichtelijke gebied leden de koloniale troepen tussen 1831 en 1837 nederlaag op nederlaag. Desondanks verloren de padri's in de loop der jaren steeds meer terrein. In 1836 verschansten zij zich in een reusachtige bergvesting, Bonjol genaamd, die door het Nederlands-Indisch Leger een jaar lang vruchteloos werd belegerd. Waar anderen hadden gefaald slaagde generaal-majoor Cochius die met een overmacht aan moderne artillerie en een grote hoeveelheid genietroepen de wallen van de vesting kon verwoesten (zie Verovering van Bondjol). Het noorden van het eiland bood nog tot december 1903 felle tegenstand.
Voor de overwinnaars van Bonjol stichtte koning Willem I der Nederlanden in zijn Koninklijk Besluit van 8 mei 1838 een decoratie, de "Ruit van Banjol" genoemd, die alleen door drieëntwintig "uitmuntende dappere" inlandse militairen en niet door Cochius werd gedragen.
De Ruit van Bonjol werd in datzelfde besluit twintigmaal in brons en driemaal in zilver verleend "Ter belooning voor het zich door moed, beleid en trouw hebben onderscheiden in den oorlog ter westkust van Sumatra, in het bijzonder gedurende de laatste operaties tegen Bonjol."
De drie zilveren ruiten waren voor de titulaire Inlandse Luitenants Ambon, Prawiro Redjo en Silanoe bestemd. De laatste droeg ook de Militaire Willems-Orde (IVe klasse). De bronzen ruiten waren vooral voor de sappeurs bestemd al kreeg ook hoornblazer Kromodongso een bronzen Ruit van Bonjol.
De medaille is uiteraard ruitvormig en 44 millimeter hoog terwijl de breedte 38 millimeter is. Op de voorzijde staat "VOOR MOED EN TROUW" gegraveerd met het omschrift "HET NEDERL.OOSTIND.GOUVERNEMENT". Horizontaal staan "BONJOL" en het jaartal "1837". De keerzijde toont dezelfde tekst, maar nu in het Maleis.
Het lint waaraan de medaille op de linkerborst gedragen werd is Nassaus blauw.
Deze medaille werd toegekend, omdat er in 1838 nog geen onderscheidingen voor dapperheid, met uitzondering van de exclusieve Militaire Willems-Orde, beschikbaar waren. De Nederlandse regering was destijds niet bereid om een "inlander" een ridderorde te schenken. De Medaille voor Moed en Trouw werd in januari 1839 ingesteld en op drie na kregen de dragers van de Ruit van Banjol deze medaille die, omdat "de Inlanders het oranje-lint niet schoon zullen dragen" tot 1869 aan het niet al te snel vlekkerige blauwe lint werd gedragen.

## De ontstaansgeschiedenis van de Ruit van Bonjol
De wijze waarop het Nederlands bestuur de medaille in het leven riep was geeft een beeld van de verhouding tussen de Nederlanders en hun koloniale onderdanen en laat ook zien hoe in 1837 over onderscheidingen werd gedacht. In de 18e eeuw waren medailles zeldzaam, werden soldaten zelden of nooit gedecoreerd en was het al dan niet toekennen van een ridderkruis vooral een kwestie van "stand" en positie.
In de 19e eeuw ging, onder invloed van democratischer orden als Napoleons Legioen van Eer een nieuw besef over de rol van eretekens ontstaan.Voor de Nederlandse regenten was het verlenen van decoraties aan Nederlanders van eenvoudige komaf nu min of meer bespreekbaar maar onderscheidingen voor niet-christenen, Aziaten en mensen in vreemde kledij riepen grote weerstand op.
Koning Willem I der Nederlanden heeft lang geaarzeld voordat hij Nederlandse ridderorden toekende aan Javaanse en Sumatraanse vorsten, hij voelde, daarin gesteund door staatsraad Jhr. Mr. Gerard George Clifford die leiding gaf aan het departement van Koloniën, meer voor krissen en gouden dozen met een "rescript", een gekalligrafeerde dankbetuiging op perkament.
Inwoners van Nederlands-Indië waren geen Nederlanders en troepen uit dat land waren in de ogen van de regering "vreemde hulptroepen".
Op 7 mei 1822 liet koning Willem I naar aanleiding van de gevechten op Palembang desgevraagd, in een Koninklijk Besluit, weten dat hij, na een gemotiveerde voordracht, "Indianen" zou decoreren met een nog "uittedenken teeken". Op de wens van generaal Janssens, Gouverneur-generaal de Kock en kanselier Röell om Javaanse soldaten te decoreren ging de vorst niet in.
Voor een decoratiestelsel waarin ook plaats voor niet-vorstelijke inlanders was ingeruimd voelde de regering niets "omdat dezelfde belooning uit hoofde van verschillende denkwijzen en belangen der Inlandsche Vorsten en volkeren niet voor allen een gelijke waarde oplevert".
De vorsten drongen daarentegen op onderscheidingen aan en gouverneur-generaal Johannes van den Bosch en Generaal De Kock drongen in 's-Gravenhage aan op beslissingen.
Op 5 december 1830 besloot de koning, kennelijk niet vervuld van de geest van Sinterklaas, dat "alleen in byzondere gevallen aan Vorsten en Grooten eene Kris, Land of een Ridder-teeken" mocht worden verleend. De koning verbood het toekennen van ridderkruisen op gezag van de Gouverneur-generaal en eiste "dat altyd een voorddracht aan Ons moet worden gedaan". De Gouverneur-generaal beschikte wél over Erepenningen, deze van de VOC overgenomen en aan ketenen gedragen eretekenen werden in 1893 vervangen door de Ster voor Trouw en Verdienste.

### De in de jaren voor 1837 gedecoreerde Inlandse vorsten en ingezetenen
Gouverneur-generaal Daendels heeft de regenten van Bangil, later van Tuban, en Cianjur in de Orde van de Unie opgenomen.Dit precedent vond in de eerste jaren van het Nederlandse bewind geen navolging.
- Tweede luitenant Pieters van de Ambonese troepen, een "Ambonees burger" en de jure geen "gewone" inlander" werd op 12 september 1818 Ridder in de Militaire Willems-Orde.
- De in Zwitserland geboren Tweede-luitenant Jenni, hij komt niet de staat van Nederlandse officieren voor, was op Ambon gewond geraakt. Hij werd op 12 september 1818 Ridder in de Militaire Willems-Orde.

In de daaropvolgende jaren werden geen onderscheidingen in de Orde van de Nederlandse Leeuw uitgereikt aan inlanders.Men hield het bij erepenningen en medailles, meestal aan ketenen gedragen maar soms, aan dragers van een Nederlands uniform, ook hangend aan een lint uitgereikt.
- Daeng Matona ontving in 1824 een gouden penning aan een keten
- Majoor Radja Akil ontving in 1825 een gouden penning aan een keten
- De Sultan van Madoera ontving in 1825 een gouden penning aan een keten
- Majoor Dipajaya van het Korps Hulptroepen van de Sultan van Sumenep ontving in 1825 een gouden penning aan een ketenen, vijf ondergeschikten kregen een zilveren medaille.
- Prins Adipati Mangkunegara, een oude, met sprak van "caduqe", en trouwe bondgenoot met zeer grote verdiensten, werd door de met bijzondere volmachten bekleden Commissaris-generaal des Konings Burggraaf Leonard Pierre Joseph du Bus de Gisignies, hij moest orde op zaken stellen in het door oorlogen op Java en Sumatra verscheurde Nederlands-Indië en had plein pouvoir, op 27 maart 1826 tot Officier in de Militaire Willems-Orde.

Minister van Koloniën Cornelis Theodorus Elout putte zich tegenover de koning uit in argumenten omdat de benoeming van een "Indiaan" bij de Nederlandse koning weleens slecht zou kunnen vallen.Hij bracht onder de koninklijke aandacht dat de Nederlandse en Javaanse soldaten "wapenbroeders" waren. Elout moest ook verantwoorden dat men de zoon van Adipati Mangkunegara, Pangeran Suryadiningrat, een Nederlandse Leeuw was toegezegd. De koning homologeerde op 3 november 1826 beide besluiten met dien verstande dat de zoon geen Leeuw maar het ridderkruis van de Willemsorde zou krijgen.

Dat de koning geen herhaling van het gebeurde wenste bleek uit zijn instructie dat men "verdere aanvragen diende te ontwijken".Pangeran Soerio Diningrat kreeg zijn ridderkruis uiteindelijk niet, toen de correspondentie tussen Batavia en de regering in Den Haag, die nam in de tijd van de zeilschepen soms maanden in beslag, was afgerond had deze al een fraai jachtgeweer gekregen.
Voorlopig bleef het waar het de beloningen van inlandse soldaten en officieren aanging bij krissen met een zilveren of gouden gevest en incidenteel uitgereikte medailles.
- Sergeant de Longa kreeg in 1835 bijvoorbeeld een speciaal voor hem vervaardigde zilveren medaille "voor moed en trouw" aan een oranje lint. De sergeant werd de regering in Nederland in 1837 nog door Generaal Cochius voorgehouden als voorbeeld van een militair die zijn Europese medaille combineerde met "zijne gewone kleederdracht". Dit moest mensen als Clifford de mond snoeren. Deze beweerde immers dat Europese onderscheidingen niet op Indische kleding gedragen konden en zouden worden.
- In 1833 kregen drie Indische vorsten zéér tegen de zin van Staatsraad Clifford een onderscheiding; Pakoe Bowono VII, Soesoehoenan van Soerakarta, en Adipati Mangko Negoro werden Commandeur en Ridder in de Orde van de Nederlandse Leeuw.Mangko Adiningrat, Panumbahan van Pamakassang werd Officier in de Militaire Willems-Orde.Ook een aantal burgers werd in de Militaire Willems-Orde opgenomen; het ging om de residenten Jhr. O.C. Holmberg de Beckfelt, P. van der Poel, F.H. Smulders en F.G. Valck die allen op 11 februari 1832 Ridder in de Militaire Willems-Orde werden na de gelukkige afloop van de Java-oorlog. Ook aan adellijke inlandse officieren werd dit kruis nu gegund en Prawiro di Poero, Notto Prawiro en Pangeran Adipati Prang Wedono, Pangeran Soerio Bronto en Prawiro di Modjo deelden in de eer.

In 1839 volgden de Sultan van Jogjakarta en de Sultan van Madoera die bij de verlening ook zijn schoonzoon voor een decoratie voordroeg. Nu de vorsten in het decoratiestelsel waren opgenomen volgen, op gepaste afstand, hun onderdanen en de hulptroepen waarmee de Nederlandse regering de archipel langzaam maar zeker veroverde. Deze hulptroepen kwamen uit de gehele wereld, een deel was in de Nederlandse koloniën aan de Afrikaanse westkust gerekruteerd.
Generaal Cochius wilde nu zijn dappere soldaten eren, hij stelde de Gouverneur-generaal op 20 september 1836 voor om een -permanent- ereteken voor inlandse soldaten in te stellen.
De Gouverneur-generaal kaatste de bal terug door Cochius om een ontwerp te vragen. Op 20 september was Cochius gereed en lag een ontwerp-reglement met een tekening van een rechthoekige medaille voor Moed en Trouw aan een oranje lint met blauwe middenstreep gereed.Cochius stelde gouden, zilveren en bronzen medailles voor.
Terwijl de regeringen in Nederland en Batavia daarover nadachten, en de correspondentie daarover over de wereldzeeën werd vervoerd, viel Bonjol, de vesting van de Paderi in augustus 1837. De bevelvoerende generaal Cochius droeg behalve Europese officieren ook drie inlandse officieren en tweeëntwintig manschappen voor onderscheidingen voor. De generaal wist natuurlijk dat die onderscheidingen nog niet bestonden. Één Ambonese militair, fuselier Lokoayo, zou eervol moeten worden vermeld in een dagorder.
In maart 1838 bereikten het nieuws van de val van Bonjol en de voordracht van Generaal Cochius de Minister van Koloniën Graaf van den Bosch. Die kwam nu in een lastig parket omdat hij nog niet had kunnen kiezen tussen kris en medaille. De koning moest nu wel een voordracht krijgen en de bewindsman koos een, typisch politieke, tussenoplossing.
In het besluit dat de koning op 8 mei werd voorgelegd kreeg Generaal Cochius het commandeurskruis dat hem als zegevierend bevelhebber toekwam.Majoor de Sturler werd bevorderd tot Officier en tweeëndertig Europese officieren werden Ridder in de Militaire Willems-Orde. De drie dappere inlandse officieren, allen luitenants, zou men "in afwachting van een besluit over een ereteken" een passende zilveren en metalen medaille uit mogen reiken. Het besluit werd op 2 juni met een schip naar Nederlands-Indië gezonden.
Op 19 november 1838 lag het K.B. op het bureau van de Gouverneur-generaal. Deze gelastte de munt in Soerabaja om op basis van de tekening van Cochius uit 1836 een ruitvormige medaille, een ereteken in de vorm van een kruis zou strijdig kunnen zijn met de "godsdienstige begrippen der mohammedanen", aan een oranje lint met blauwe streep te vervaardigen. De medailles die zijn overgeleverd hebben daarentegen blauwe linten.
Nu handelde de regering in Nederland eindelijk voortvarend, ondanks bezwaren van de Kanselier van de Militaire Willems-Orde, Generaal Janssens, die als alternatief het hervormen van de Militaire Willems-Orde voorstelde en een daaraan verbonden broedermedaille naast drie graden zoals de Orde van de Nederlandse Leeuw die kende voor ogen zweefde, stelde de koning op 24 januari 1839 een Medaille voor Moed en Trouw aan het lint van de Willemsorde in. Beleid werd niet genoemd zodat een "tweede keus"-Willemsorde ontstond waarbij inlandse militairen een zilveren of bronzen Medaille voor Moed en Trouw ontvingen voor wapenfeiten die de Europeanen aan hun zijde een Willemsorde opleverde.
De dragers van de zilveren Ruit van Bonjol kregen later allen alsnog een Zilveren medaille voor Moed en Trouw.Zeventien van de twintig dragers van een Bronzen Ruit kregen een bronzen Medaille voor Moed en Trouw. Inlands titulair Luitenant Silanoe verwierf later een Ridderkruis in de Militaire Willems-Orde. Fuselier Lokoayo werd inderdaad in een dagorder genoemd maar aan die eer was tot 1877 geen zichtbaar of draagbaar ereteken verbonden
Op 7 maart 1898 werden de Medailles voor Moed en Trouw vervangen door zilveren en bronzen Kruisen voor Moed en Trouw voor "uitstekende daden van moed en trouw" en voor "daden van moed en trouw" die "in Nederlandsch-Indië door inlanders werden betoond".
Het racisme dat de besluiten van de regering van Koning Willem I zozeer beïnvloedde sleet in de loop der jaren enigszins. Na 1927 kwamen alle militairen die Nederland met opvallende moed, beleid en trouw dienden in aanmerking voor de Militaire Willems-Orde.